# Fred Kelemen

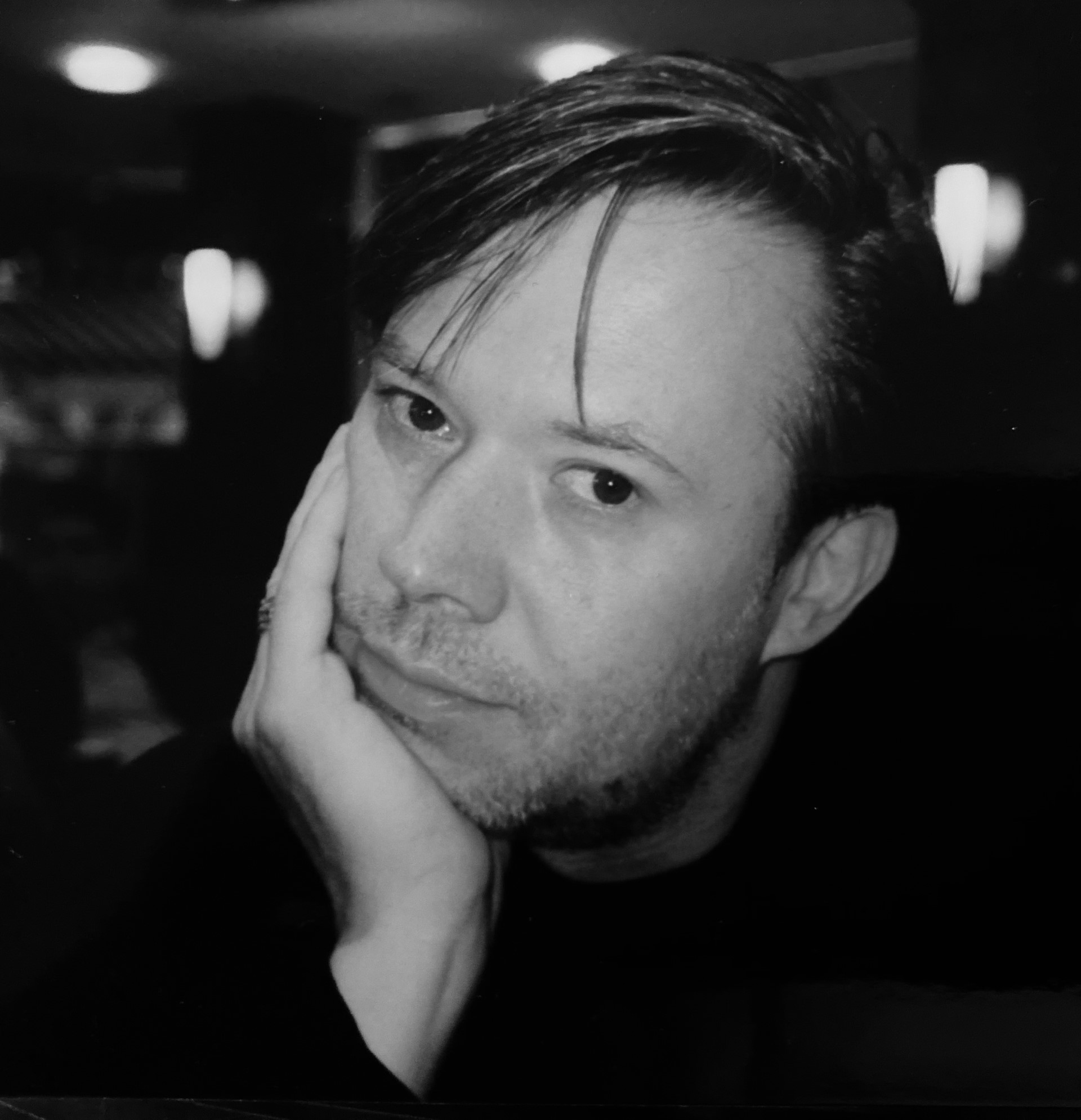
Fred Kelemen (2011)

Fred Kelemen (* 1964 in Berlin) ist ein ungarisch-deutscher Regisseur, Autor und Kameramann.

## Leben
Fred Kelemen wurde  als Sohn einer ungarischen Mutter und eines deutschen Vaters in West-Berlin geboren. Er studierte Malerei, Musik, Philosophie, Religions- und Theaterwissenschaften. Danach arbeitete er als Regieassistent. Ab 1989 studierte er Kamera und Regie an der Deutschen Film- und Fernsehakademie Berlin.
Er drehte als Regisseur unter anderem die Filme Kalyi (1993), Verhängnis/Fate (englischer Titel Fate, 1994), Frost (1997/98), Abendland (englischer Titel Nightfall, 1999), Glut (Originaltitel Krišana, englischer Titel Fallen, 2005), Sarajevo Songs of Woe (2016).
Er hält Meisterkurse und ist Gastdozent an verschiedenen nationalen und internationalen Filmhochschulen und Universitäten (Deutsche Film- und Fernsehakademie Berlin, Hochschule für visuelle Kunst, Universität Tel Aviv, Lettische Kulturakademie Riga, Universidad de Chile, Kidderminster College, Zentrum für Kinematographische Studien von Katalonien, Thammasat-Universität, Harvard University, École des Beaux-Arts Lyon, Frankreich), Hochschule für Bildende Künste Saar in Saarbrücken/Deutschland.
Als Kameramann drehte er unter anderem die Filme Esau (2018) des russischen Regisseurs Pavel Lungin, Sukariot, (englischer Titel Sweets, 2013) des israelischen Regisseurs Joseph Pitchhadze, Journey to the Plain (1995), The Man from London (2005–2007), Das Turiner Pferd (A torinói ló, 2008–2011) des ungarischen Regisseurs Béla Tarr, Das Sichtbare und das Unsichtbare (2006) des deutschen Regisseurs Rudolf Thome und Stone Time Touch (2005) der kanadisch-armenischen Regisseurin Gariné Torossian. Mit dem argentinischen Regisseur Héctor Faver arbeitete er an dessen Film Invocación (2000).
Retrospektiven seiner Filme werden z. B. im Tate Modern in London, Anthology Film Archives in New York, dem Nationalen Filmtheater in Budapest oder in der Cineteca Nacional in Mexiko-Stadt dargeboten.
Als Theaterregisseur arbeitete er an der Volksbühne Berlin (Prater) (Desire, 2001), an den Sophiensælen in Berlin (Stammheim proben, 2002) und am Schauspielhaus Hannover (Fahrenheit 451, 2002).
Fred Kelemen ist Mitglied der Deutschen Filmakademie, der Europäischen Filmakademie, der Academy of Motion Picture Arts and Sciences/USA und des Europäischen Kulturparlaments.

## Auszeichnungen
- Deutscher Filmpreis in Silber (1995) für Verhängnis
- FIPRESCI-Preis (1994) für Verhängnis (engl. Fate)
- FIPRESCI-Preis (1998) für Frost
- FIPRESCI-Preis (1999) für Abendland (engl. Nightfall)
- FIPRESCI-Preis (2005) für Krišana (Glut, engl. Fallen)
- Lettischer Filmpreis 2005: „Bester Kameramann“ für Krišana (Glut, engl. Fallen)
- Golden Camera 300 des Manaki Brothers Film Festival 2011 für The Turin Horse
- Ungarischer Filmpreis 2012: „Bester Kameramann“
- Preis der deutschen Filmkritik 2012: Innovationspreis
- Special Prize MASTER, Yerevan International Film Festival „Golden Apricot“ 2016,  Jerewan/Armenien
- Goldener Orden Hl. Gregor von Narek des Kulturministeriums der Republik Armenien, Jerewan/Armenien 2016